# Rodskov
Rodskov is een plaats in de Deense regio Midden-Jutland, gemeente Syddjurs, en telt 209 inwoners (2007).

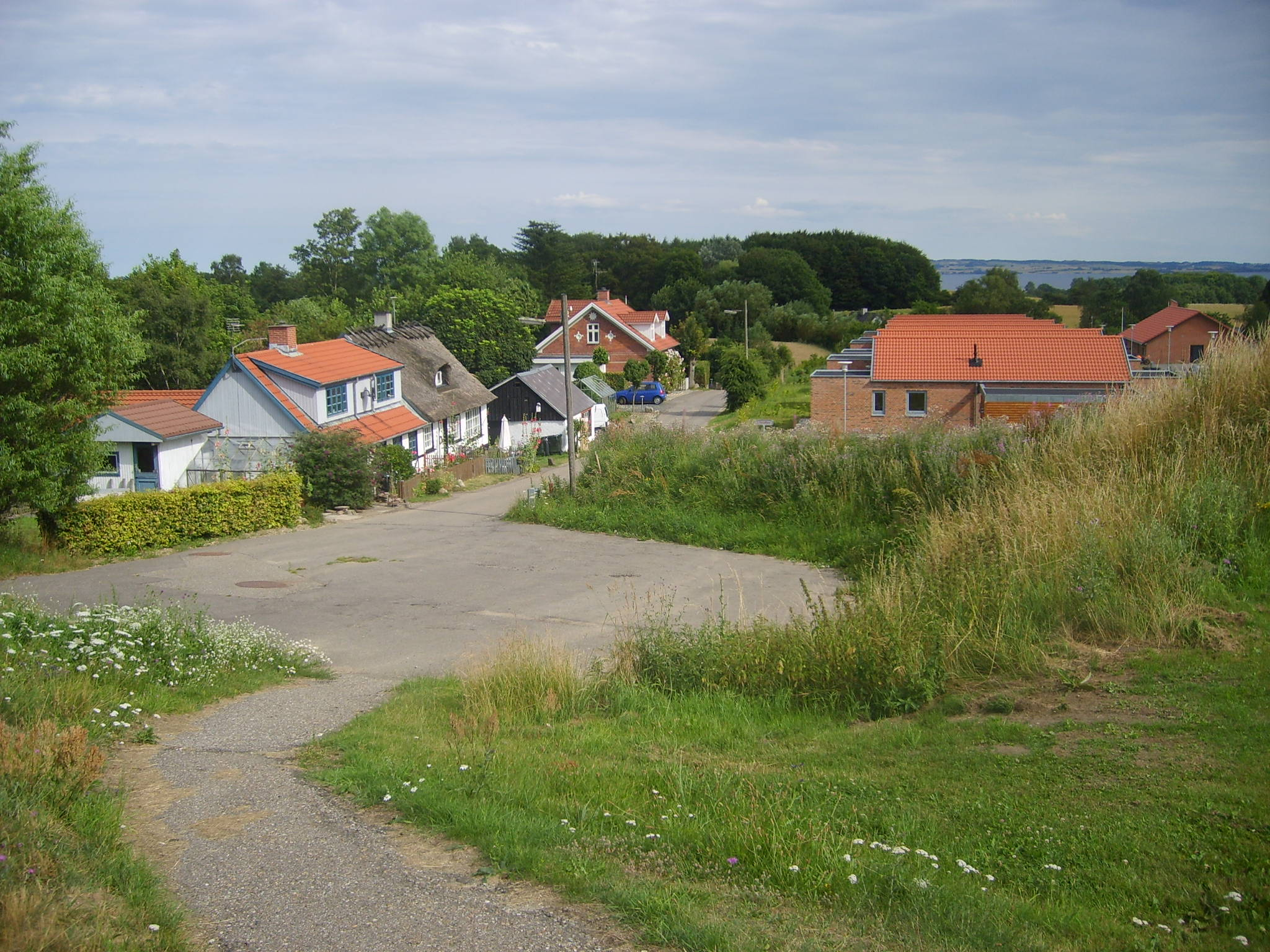
Huizen en Rodskov